# 首尔地铁
首尔地铁（： Seoul Metro */?）是韓國一家曾經存在的公營事業，负责營運首尔地下铁1～4號線。2017年與首尔特别市都市铁道公社合併為首尔交通公社。

## 历史
- 1969年6月29日 - 地下铁建设总部成立。
- 1974年8月15日 - 1號線通車。
- 1980年2月 - 首尔地下铁建设株式会社设立登记总会。
- 1980年10月31日 - 2號線通車。
- 1981年2月 - 成立地下铁运营部。
- 1981年8月 - 首尔地下铁建设株式会社解散。
- 1981年9月1日 - 首爾地下鐵公社成立。
- 1983年8月 - 首爾地下鐵公社厅舍竣工。
- 1985年7月12日 - 3號線通車。
- 1985年4月20日 - 4號線通車。
- 1995年11月15日- 5號線通車。
- 1996年10月11日- 7號線通車。
- 1996年11月23日- 8號線通車。
- 2000年8月7日- 6號線通車。
- 2005年10月27日 - 公司更名為 首爾特別市地下鐵公社。
- 2009年7月24日- 9號線通車。
- 2017年5月30日 - 併入首尔交通公社。